# Yaylaköy, Gediz
Yaylaköy là một xã thuộc huyện Gediz, tỉnh Kütahya, Thổ Nhĩ Kỳ. Dân số thời điểm năm 2008 là 222 người.